# Манфордвілл (Кентуккі)
Манфордвілл (англ. Munfordville) — місто (англ. city) в США, в окрузі Гарт штату Кентуккі. Населення — 1686 осіб (2020).

## Географія
Манфордвілл розташований за координатами 37°16′51″ пн. ш. 85°53′57″ зх. д. / 37.28083° пн. ш. 85.89917° зх. д. (37.280876, -85.899294).  За даними Бюро перепису населення США в 2010 році місто мало площу 5,84 км², з яких 5,81 км² — суходіл та 0,03 км² — водойми.

## Демографія
Згідно з переписом 2010 року, у місті мешкало 1615 осіб у 709 домогосподарствах у складі 387 родин. Густота населення становила 277 осіб/км².  Було 806 помешкань (138/км²).
Расовий склад населення:
| - 85,2 % — білих - 11,8 % — чорних або афроамериканців - 0,6 % — азіатів - 0,1 % — корінних американців |

До двох чи більше рас належало 1,7 %. Частка іспаномовних становила 1,4 % від усіх жителів.
За віковим діапазоном населення розподілялося таким чином: 18,0 % — особи молодші 18 років, 61,5 % — особи у віці 18—64 років, 20,5 % — особи у віці 65 років та старші. Медіана віку мешканця становила 45,3 року. На 100 осіб жіночої статі у місті припадало 95,8 чоловіків;  на 100 жінок у віці від 18 років та старших — 90,9 чоловіків також старших 18 років.
Середній дохід на одне домашнє господарство  становив 32 318 доларів США (медіана — 21 800), а середній дохід на одну сім'ю — 39 198 доларів (медіана — 27 361). Медіана доходів становила 29 375 доларів для чоловіків та 21 850 доларів для жінок. За межею бідності перебувало 40,9 % осіб, у тому числі 70,7 % дітей у віці до 18 років та 22,1 % осіб у віці 65 років та старших.
Цивільне працевлаштоване населення становило 558 осіб. Основні галузі зайнятості: виробництво — 28,5 %, роздрібна торгівля — 13,3 %, мистецтво, розваги та відпочинок — 10,4 %, освіта, охорона здоров'я та соціальна допомога — 9,5 %.